# Творовский, Ян
Ян Творовский (пол. Jan Tworowski; ок. 1474 — 1547) — гетман польный коронный (1509—1520), подстолий галицкий, надворный гетман коронный (с 1509 г.), каштелян каменецкий (1519), староста трембовлецкий, воевода подольский (1543—1547).

## Биография
В 1509 г. подстолий галицкий Ян Творовский был назначен гетманом польным коронным. Участвовал в многочисленных боях с крымско-татарскими отрядами.
В 1519 г. получил должность каштеляна каменецкого.
В 1543 г. Ян Творовский был назначен воеводой подольским.
Был женат, возможно, дважды: первый раз -на Гоздзкой (имя неизв.), второй — на Катерине Бучацкой, дочери Якуба Бучацкого из Подгаец (*1430/1438 — †1501), каштеляна галицкого (1472), воеводы и генерального старосты подольского (1485—1499), воеводы русского (1499—1501), старосты холмского и грубешовского. Дети: Анджей Бучацкий-Творовский (ум. до 1569) и Ян Бучацкий-Творовский (ум. до 1557). Возможно, его сыном был Николай Бучацкий-Творовский — подкоморий подольский, староста барский, кальвинист.
Умер и был похоронен в фарном костёле Бучача в 1547 году.